# Норильное
Норильное — село в Юргамышском районе Курганской области. До преобразования в декабре 2021 года муниципального района в муниципальный округ входило в состав Гагарьевского сельсовета.

## История
До 1917 года в составе Гагаринской волости Челябинского уезда Оренбургской губернии. По данным на 1926 год состояла из 166 хозяйств. В административном отношении входила в состав Гагарьевского сельсовета Куртамышского района Курганского округа Уральской области.

## Население
| 1989 | 2002 | 2010 |
| ---- | ---- | ---- |
| 346  | ↘275 | ↘189 |

По данным переписи 1926 года в деревне проживало 780 человек (345 мужчин и 435 женщин), в том числе: русские составляли 100 % населения.